# فئران ظريفة
فئران ظريفة (Pakdam Pakdai) هو اسم مسلسل رسوم متحركة من إنتاج نكلوديون.

## الشخصيات
- دوجي دون
- تشوتو
- لامبو
- موتو
- كارنال